# Böttcherwoche
Als Böttcherwoche wurde in Leipzig die Woche bezeichnet, die dem Einläuten der Leipziger Messe vorausging. Die zweite Woche wurde Messwoche, die dritte Zahlwoche genannt.

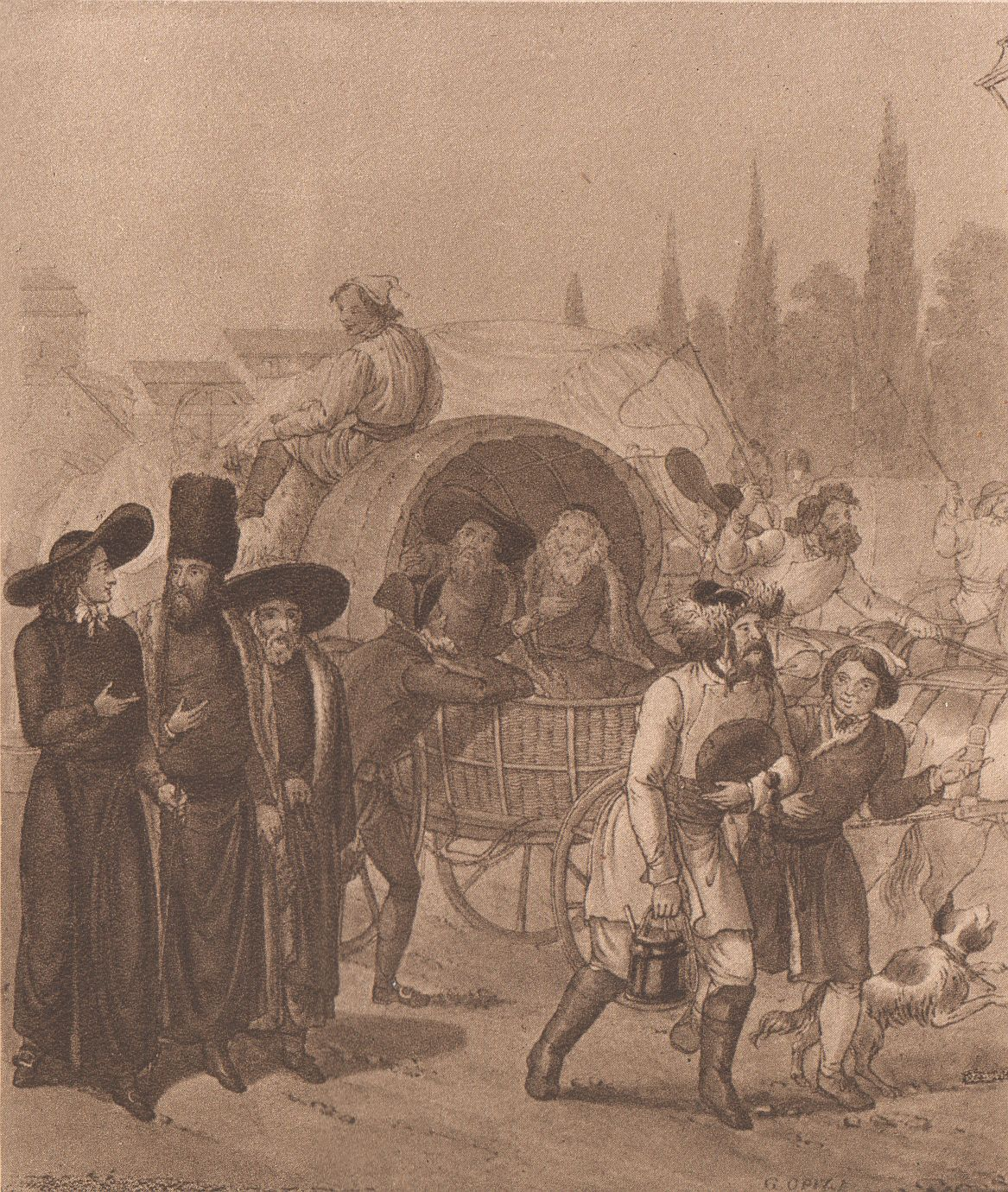
Ankunft der polnischen Händler vor der Leipziger Messe (18. Jh.)

Die Messe dauerte acht Tage, jeweils von Sonntag bis Sonntag. Beginnend ab Montag durfte in der Böttcherwoche die Ware ausgepackt werden. Der Rat der Stadt Leipzig tolerierte mit Patent vom 13. März 1752, dass „mit dem Handel en gros drei oder höchstens vier Tage vor Einläutung der drei öffentlichen Messen der Anfang gemacht werde.“
Ursprünglich hatte man offenbar nur den Böttchern die Ausnahme gestattet, ihre Waren schon früher anzubieten, da ihre Fässer zum Transport der Waren benötigt wurden. Später kamen immer weitere Berufsstände dazu, so dass auch immer mehr Käufer vorzeitig zur Messe erschienen.
Im Jahr 1781 verklagte die Kürschner-Innung Leipzig die Rauchwarenhändler beim Rat wegen Öffnung der Gewölbe „fast ganze drei Wochen vor Einläutung der Messen“, obwohl das Ratspatent von 1752 am Brühl/Ecke Katharinenstraße angeschlagen sei. Der Rat wiederholte seine Weisung am 15. September 1788, „weil wahrzunehmen gewesen, daß diesen Anordnungen (von 1752) vielfältig zuwider gehandelt worden“ und drohte für die Zukunft mit einer Strafe von 50 Talern. Die Rauchwarenhändler mit ihren Pelzwaren fühlten sich dadurch benachteiligt. Die Einhaltung dieser Order wäre mit Schaden verbunden, „da unsere Waaren feste zusammengeschnürt, weit geführet, auch von der Sonne warm geworden und wenn sie nicht sogleich ausgepackt, ausgeklopft und sortirt werden können, dem Wurmfraß und anderer Ungelegenheit ausgesetzt sein würden; wir auch in vergangener Ostermesse in unseren Niederlagen viele Waren zurückgelassen, welche gleichfalls ausgeklopft und von Würmern und Moder gereinigt werden müssen und wenn solches erst den Montag vor jedesmaliger Einläutung der Messe vorgenommen werden sollte, wir damit die ganze Woche, darinnen wir doch schon verkaufen sollten, damit zu thun haben würden.“ Die Petition des Jahres 1777 war von Rauchwarenhändlern aus dem polnischen Pelzhandelszentrum Brody, aus London, Göppingen, Hamburg, Königsberg und Breslau unterschrieben. Wie die Antwort des Rats lautete, ist nicht mehr bekannt. Jedoch gestattete man den Rauchwarenhändlern 1802, „die Meßbuden vor der Böttcherwoche zu beginnen“.
Darauf wie gebräuchlich der Begriff der Böttcherwoche war, deutet ein Schreiben des Schriftstellers Jean Paul hin, der einen seiner Briefe mit „Leipzig in der Böttcherwoche der Michaeliswoche, 1798“ datierte.